# Atletu
Atletu es una película del año 2009.

## Sinopsis
Atletu es el retrato de un legendario corredor de maratón, el etíope Abebe Bikila, donde se mezclan la ficción y las imágenes de archivo. En 1960 llegó a los juegos olímpicos de Roma siendo un perfecto desconocido. Pero este hijo de pastor corría descalzo y ganó la medalla de Oro. Cuatro años después repitió la hazaña en los Juegos de Tokio, convirtiéndose en el primero en ganar dos veces seguidas el maratón olímpico. Al cabo de unos años se quedó paralítico en un accidente de coche. Murió cuatro años después.

## Premios
- Festival Internacional de Edimburgo 2009
- Festival Internacional de Rótterdam 2009